# Double meurtre de New Cross
 (novembre 2022).
La mise en forme du texte ne suit pas les recommandations de Wikipédia : il faut le « wikifier ».
Les points d'amélioration suivants sont les cas les plus fréquents. Le détail des points à revoir est peut-être précisé sur la page de discussion.
- Les titres sont pré-formatés par le logiciel. Ils ne sont ni en capitales, ni en gras.
- Le texte ne doit pas être écrit en capitales (les noms de famille non plus), ni en gras, ni en italique, ni en « petit »…
- Le gras n'est utilisé que pour surligner le titre de l'article dans l'introduction, une seule fois.
- L'italique est rarement utilisé : mots en langue étrangère, titres d'œuvres, noms de bateaux, etc.
- Les citations ne sont pas en italique mais en corps de texte normal. Elles sont entourées par des guillemets français : « et ».
- Les listes à puces sont à éviter, des paragraphes rédigés étant largement préférés. Les tableaux sont à réserver à la présentation de données structurées (résultats, etc.).
- Les appels de note de bas de page (petits chiffres en exposant, introduits par l'outil «  Source ») sont à placer entre la fin de phrase et le point final[comme ça].
- Les liens internes (vers d'autres articles de Wikipédia) sont à choisir avec parcimonie. Créez des liens vers des articles approfondissant le sujet. Les termes génériques sans rapport avec le sujet sont à éviter, ainsi que les répétitions de liens vers un même terme.
- Les liens externes sont à placer uniquement dans une section « Liens externes », à la fin de l'article. Ces liens sont à choisir avec parcimonie suivant les règles définies. Si un lien sert de source à l'article, son insertion dans le texte est à faire par les notes de bas de page.
- La présentation des références doit suivre les conventions bibliographiques. Il est recommandé d'utiliser les modèles {{Ouvrage}}, {{Chapitre}}, {{Article}}, {{Lien web}} et/ou {{Bibliographie}}. Le mode d'édition visuel peut mettre en forme automatiquement les références.
- Insérer une infobox (cadre d'informations à droite) n'est pas obligatoire pour parachever la mise en page.

Pour une aide détaillée, merci de consulter Aide:Wikification.
Si vous pensez que ces points ont été résolus, vous pouvez retirer ce bandeau et améliorer la mise en forme d'un autre article.
 (mai 2024).
Le double meurtre de New Cross est une affaire criminelle qui s'est déroulée le 29 juin 2008. Deux étudiants-chercheurs français, Laurent Bonomo et Gabriel Ferez, ont été poignardés à mort à New Cross (quartier londonien de Lewisham) au Royaume-Uni.

## Meurtres
Les victimes ont été ligotées, bâillonnées et torturées pendant plusieurs heures ; les deux étudiants ont été tués après avoir été poignardés 196 et 47 fois, respectivement. Les corps sont découverts par les pompiers dans un appartement dans lequel un incendie a été délibérément allumé. L'appartement, loué par Laurent Bonomo, se trouve à Sterling Gardens, New Cross, South East London, Angleterre). L'autopsie mortuaire montre que les deux étudiants sont morts de blessures à la tête, au cou et à la poitrine avant que le feu ne soit allumé. Un produit accélérant semblable à de l'essence a été versé sur leurs corps.

## Victimes
Les deux victimes sont des étudiants en biochimie en troisième année de master à l'université Polytech Clermont-Ferrand de France, présents en Angleterre dans le cadre d'un programme d'échange de trois mois sur un projet de recherche sur l'ADN à l'Imperial College de Londres. Bonomo est originaire de Velaux, Bouches-du-Rhône ; Ferez de Prouzel, Picardie,,.

## Enquête
Il est établi que les cartes bancaires des victimes et deux consoles de jeux portables Sony PSP manquent à l'appel, et considéré qu'elles ont été volées par les tueurs. Avant les événements, le 23 juin 2008, le même appartement avait été cambriolé et un ordinateur portable avait été volé.
La police métropolitaine annonce le 5 juillet 2008 l'arrestation d'un homme de 21 ans, libéré dans l'après-midi du 6 juillet sans poursuites.

### Identification de suspects
Le 6 juillet 2008, la police publie une image du principal suspect des meurtres, basée sur les descriptions de témoins qui l'ont vu s'enfuir de Sterling Gardens juste après 22h00 BST. Il est décrit comme "blanc, âgé de 30 à 40 ans, de corpulence légère ou mince et portant une casquette de baseball de couleur claire, un haut sombre avec le mot "Junfan", un jean bleu et des baskets blanches".
Les parents de Ferez, Françoise et Olivier, déclarent à l'intention des agresseurs : « Vous ne pourrez pas vivre cachés pour toujours. [...] Soyez certains que nous ne vous laisserons jamais tranquilles» Le chef inspecteur Mick Duthie lance un appel : "Je tiens à réitérer un appel à toute personne qui a vu ou entendu quoi que ce soit de suspect au cours de dimanche dernier, le 29 juin. Pour répéter ce que nous savons : Laurent a parlé à sa fiancée vers 01h00 BST dimanche matin. Après cela, personne n'a entendu parler de Laurent ou de Gabriel ni ne les a vus. Il est important de souligner que l'attaque peut avoir eu lieu à n'importe quel moment de la journée."

### Deuxième arrestation et inculpation
La police détient Nigel Edward Farmer, 33 ans, qui s'est rendu blessé au poste de police de Lewisham. Il est ensuite transporté à l'hôpital pour soins.
L'homme de 33 ans, mince et dont le visage et les mains sont gravement brûlés, est apparemment entré dans le poste de police de Lewisham pour avouer être le tueur. Un travailleur civil lui a dit de faire la queue 5 minutes, ce à quoi il a répondu "J'ai des p****** de brûlures au troisième degré et ils ne font rien à ce sujet". Sorti de l'hôpital, il est interrogé en garde à vue par la police. En même temps, le 7 juillet, 600 étudiants manifestent contre les meurtres à Clermont-Ferrand. Le groupe dirigé par le maire Serge Godart comprend des enseignants, des riverains et des enfants portant une immense banderole « Pour Lolo et Gab. De tous les coins du monde, les étudiants de deuxième année en biologie pensent à vous et à vos proches. »

#### Enquête
Un juge de la Cour de Greenwich accepte dans l'après-midi du 8 juillet la demande de prolongation de l'enquête de police en délivrant un "mandat de détention supplémentaire" de 36 heures. En conséquence, Doreen Lawrence de la Cour du coroner de Southwark ajourne l'enquête du coroner de 28 jours en attente des résultats,,.

#### Comparution devant le tribunal et autres arrestations
Le 10 juillet, Nigel Edward Farmer, au chômage et sans domicile fixe, est inculpé à la fois de meurtres, d'incendie criminel et de tentative de détournement du cours de la justice lors de sa comparution devant la cour de justice de Greenwich. Le président du banc, Phil Rogers, ordonne sa détention provisoire jusqu'au 16 octobre lors de sa comparution à l'Old Bailey. Le crâne rasé, vêtu d'un sweat-shirt blanc, d'un haut de survêtement à manches retroussées et d'un bas de survêtement blanc, il reste sur le banc des accusés avec deux agents de sécurité. Aucune demande de libération sous caution n'est déposée,,.
Le 11 juillet 2008, ITN rapporte qu'un autre homme a été arrêté en lien avec les meurtres. En effet, la police armée a arrêté à Peckham (au sud-est de Londres) Daniel "Dano" Sonnex, homme de 23 ans d'1 mètre 90, après que Scotland Yard ait émis une alerte pour le retrouver. Décrit comme "extrêmement dangereux", une enquête en lien a été menée et il a été interpellé après que son frère Bernard, 35 ans, et une femme de 25 ans se soient livrés à la police,. Sonnex avait déjà été détenu pour des incidents graves et violents. Ses parents Kathleen et Bernard, tous deux âgés de 55 ans, vivent dans une maison mitoyenne à New Cross.
Sonnex, originaire de Peckham, est inculpé de meurtre et d'entrave au cours de la justice le 12 juillet 2008. Il comparaît devant le tribunal de première instance de Wimbledon le 14 juillet. Le frère de Sonnex et la femme également arrêtée sont libérés sous caution, avec un retour prévu respectivement en juillet et août, dans l'attente d'une enquête plus approfondie,. Plus de temps est fourni à la police pour interroger Sonnex.
L'homme comparaît devant les magistrats de Wimbledon et retourne en détention jusqu'au 20 octobre où il comparaît à Old Bailey.
Le procès de Daniel Sonnex et de Nigel Farmer débute le 24 avril 2009 à Old Bailey.
Le jury commence à examiner son verdict le 29 mai 2009.
Le 4 juin 2009, Sonnex et Farmer sont reconnus coupables de meurtre. Sonnex est condamné à un minimum de 40 ans de prison et Farmer, à au moins 35 ans.
Sonnex aurait dû être en prison au moment des meurtres mais avait été libéré en raison d'une erreur administrative. David Scott, l'officier en chef de London Probation, a démissionné en mars 2009 après le début d'une enquête sur les raisons pour lesquelles Sonnex n'a pas été rappelé en prison,. Alors que le secrétaire britannique à la Justice, Jack Straw, a présenté ses excuses aux familles pour les erreurs qui ont permis à Sonnex de commettre le crime, celles-ci annoncent leur intention d'engager des poursuites judiciaires contre les autorités.